# Гелен (Західна Вірджинія)
Гелен (англ. Helen) — переписна місцевість (CDP) в США, в окрузі Релей штату Західна Вірджинія. Населення — 137 осіб (2020).

## Географія
Гелен розташований за координатами 37°38′15″ пн. ш. 81°18′47″ зх. д. / 37.63750° пн. ш. 81.31306° зх. д. (37.637441, -81.313031).  За даними Бюро перепису населення США в 2010 році переписна місцевість мала площу 0,62 км², уся площа — суходіл.

## Демографія
Згідно з переписом 2010 року, у переписній місцевості мешкало 219 осіб у 87 домогосподарствах у складі 61 родини. Густота населення становила 355 осіб/км².  Було 94 помешкання (152/км²).
Расовий склад населення:
| - 98,6 % — білих |

До двох чи більше рас належало 0,9 %. Частка іспаномовних становила 0,0 % від усіх жителів.
За віковим діапазоном населення розподілялося таким чином: 25,1 % — особи молодші 18 років, 61,7 % — особи у віці 18—64 років, 13,2 % — особи у віці 65 років та старші. Медіана віку мешканця становила 36,9 року. На 100 осіб жіночої статі у переписній місцевості припадало 88,8 чоловіків;  на 100 жінок у віці від 18 років та старших — 84,3 чоловіків також старших 18 років.
Цивільне працевлаштоване населення становило 0 осіб. 